# Anna Kománková
Anna Kománková (29. května 1928 Javorník – 24. května 2020) byla moravská folklorní zpěvačka, nositelka Ceny Jihomoravského kraje za dílo, činnost nebo oblast jednání, které výrazným způsobem reprezentuje Jihomoravský kraj a přispívá k jeho věhlasu a dobrému jménu.

## Život a dílo
Patřila mezi nejstarší a tradiční lidové zpěváky oblasti Horňácka. Kontinuálně uchovávala, pečovala a předávala lidové písně. Lidové písně popularizovala v rámci aktivit v ženském sboru a folklorních slavností. 
Měla schopnost zapamatovat si stovky i složitých nápěvů písní. Nic si nezaznamenává, texty ani melodie nemá nikde zapsané. Ještě po dovršení osmdesáti let vedla ženský sbor z obce Javorník. I po dovršení devadesáti let byla pravidelnou účastnicí letních Horňáckých slavností i Javornického zpívání, kde nejčastěji vystupovala s Javornickým ženským sborem. Dále zpívala s Horňáckou cimbálovou muzikou Martina Hrbáče, s Horňáckou muzikou Petra Mičky a se souborem Veličan.
V roce 2019 se stala nositelkou Ceny Jihomoravského kraje za dílo, činnost nebo oblast jednání, které výrazným způsobem reprezentuje Jihomoravský kraj a přispívá k jeho věhlasu a dobrému jménu.